# Powstanie Bocskaya
Powstanie Bocskaya – powstanie na Węgrzech w latach 1604–1606 w trakcie walk Węgrów z Habsburgami.
W 1604 roku, pod pretekstem walki z nadużyciami i gwałtami austriackiego komendanta Koszyc, Stefan Bocskay pozyskał dla swojej sprawy hajduków i z ich pomocą zorganizował powstańczą armię, zorganizowaną na wzór Szeklerów. Przekonał do siebie szlachtę, a nawet niektórych magnatów. Zjednał sobie chłopów i protestanckich mieszczan, którym obiecał nowe prawa i przywileje. Wkrótce rozpoczął również potajemne negocjacje z Imperium Osmańskim.
15 października 1604 roku w bitwie pod Álmosd pokonał wojska habsburskie i podporządkował swojej władzy Słowację. Po zdobyciu Koszyc otrzymał od sułtana tureckiego akceptację do objęcia tronu w Siedmiogrodzie. 21 lutego 1605 roku sejm siedmiogrodzki w Mediaș wybrał go księciem Siedmiogrodu i Węgier. Dążąc do zjednoczenia kraju, Stefan Bocskay podjął zabiegi o tytuł królewski. W tym celu prowadził dalsze negocjacje z Ahmedem I. W kwietniu 1605 roku otrzymał z rąk wielkiego wezyra Lala Mehmeda Paszy koronę i przyzwolenie od sułtana osmańskiego na używanie tytułu króla Węgier i na koronację.
Współpraca Stefana Bocskaya z armią turecką pozwoliła mu na szybkie opanowanie całych Węgier – spowodowała jednak również umocnienie się Wielkiej Porty kosztem Księstwa Siedmiogrodu. Bocskay, obawiając się, że może stać się marionetką w rękach sułtana, postanowił prowadzić własną politykę i wykorzystać toczącą się wojnę austriacko-turecką. W tym celu rozpoczął zabiegi dyplomatyczne i jako mediator dwóch stron próbował zakończyć konflikt zbrojny. Kosztem zrzeczenia się pretensji do tytułu królewskiego i uznania dzięki temu przez Habsburgów suwerennych rządów w Siedmiogrodzie, Stefan Bocskay zawarł 23 czerwca 1606 roku traktat pokojowy w Wiedniu, a następnie podjął się mediacji między sułtanem a cesarzem. Jego działania zakończyły się podpisaniem przez wojujące strony 11 listopada 1606 traktatu pokojowego w Zsitvatörök. Od tego czasu Siedmiogród stał się praktycznie niepodległy.
Krótko po odniesieniu sukcesu politycznego Stefan Bocskay nagle zmarł w Koszycach (prawdopodobnie otruty przez kanclerza Michała Kathaya). Nie mając potomków, na swego następcę wyznaczył Bálinta Homonnaya. Sejm siedmiogrodzki nie uszanował jednak tej woli i na elekcji wybrał księciem Siedmiogrodu Zygmunta Rakoczego.
Bocskay pochowany został w katedrze św. Michała w Alba Iulia, która jest nekropolią książąt Siedmiogrodu.

## Literatura
- Andrea Molnár: Fürst Stefan Bocskay als Staatsmann und Persönlichkeit im Spiegel seiner Briefe. Dr. Dr. Rudolf Trofenik Verlag 1982, ISBN 3-87828-154-4